# Sweden (New York)
Sweden è un comune (town) degli Stati Uniti d'America della contea di Monroe nello Stato di New York. La popolazione era di 14 175 abitanti al censimento del 2010. Il comune si trova sul confine occidentale della contea. Il canale di Erie passa attraverso la parte settentrionale del comune e la Route 19 è la principale autostrada nord-sud.

## Geografia fisica
Secondo lo United States Census Bureau, ha un'area totale di 33,83 mi² (87,62 km²).
Il comune di Sweden confina a nord con il comune di Clarkson, ad ovest con la contea di Orleans, a sud con la contea di Genesee, e ad est con i comuni di Parma ed Ogden.

## Storia
Il comune era parte del "The Triangle Tract". I coloni arrivarono prima del 1806. Il comune fu creato da un mandato della Legislatura dello Stato di New York nel 1813 per creare nella parte occidentale della contea tre nuovi comuni chiamati Bergen, Sweden e Murray.
Il comune di Sweden venne fondato nel 1814 per distacco dal comune di Murray nella contea di Orleans. La prima riunione cittadina di Sweden si tenne il 5 aprile 1814.

## Società

### Evoluzione demografica
Secondo il censimento del 2010, la popolazione era di 14 175 abitanti.

### Etnie e minoranze straniere
Secondo il censimento del 2010, la composizione etnica della città era formata dal 92,5% di bianchi, il 3,2% di afroamericani, lo 0,2% di nativi americani, l'1,4% di asiatici, lo 0,0% di oceanici, lo 0,8% di altre razze, e l'1,9% di due o più etnie. Ispanici o latinos di qualunque razza erano il 3,5% della popolazione.